# Матейич, Нина
Нина Матейич (серб. Нина Матејић, 8 февраля 2005) — сербская футболистка, нападающая санкт-петербургского «Зенита» и сборной Сербии.

## Карьера
Матейич прошла академию мюнхенской «Баварии»; она хорошо выступала на тренировках с немецкой командой, но ей не было разрешено заключить контракт до совершеннолетия. Она присоединилась к клубу «Пожаревац» из сербской женской Суперлиги в 2020 году, где стала лучшим игроком половины сезона в январе 2021 года после того, как забила 11 из 16 голов своей команды в чемпионате. Через год перешла в клуб «Слога Земун». Летом 2022 года перешла в белградский клуб «Црвена звезда», с который дважды выиграла чемпионат Сербии и кубок Сербии. Была признана лучшей футболисткой Сербии 2024 года.
В июле 2025 года перешла в санкт-петербургский «Зенит».
Матейич впервые была вызвана в женскую сборную Сербии на Кубок Турции 2021 года. В этом же году она забила свой дебютный гол за сборную в матче против сборной Германии. В 2024 году стала лучшим бомбардиром Чемпионата Европы по футболу среди девушек до 19 лет.